# Romeo Langford
Romeo James Langford (New Albany, 25 ottobre 1999) è un cestista statunitense, di ruolo guardia, professionista nella NBA, NBA G League e nella Pro A.

## Carriera

### Scuola superiore
Langford ha frequentato la New Albany High School. Nonostante il notevole interesse da parte di più scuole preparatorie, Langford ha scelto di trascorrere i suoi quattro anni di scuola superiore a New Albany. Come matricola, Langford ha portato New Albany a un record di 23-3 e al torneo regionale con una media di 17,1 punti e 6,0 rimbalzi. Nel suo secondo anno, ha avuto una media di 30,2 punti, 9,0 rimbalzi e 3,0 assist a partita, mentre ha portato New Albany a un record partite di 27-1 e un campionato statale di classe 4A, il primo titolo statale vinto dalla scuola dal 1973. Nel suo anno da junior, ha avuto una media di 28,7 punti, 8,9 rimbalzi e 3,4 assist a partita, portando New Albany a un record partite di 25-4 e portando la scuola ai quarti di finale statali di classe 4A. Il 21 novembre 2017, Langford ha aperto la sua stagione da senior con un record di 48 punti in una vittoria per 110-36 contro Charlestown. Il 1º febbraio, Langford ha segnato un nuovo record di 63 punti contro Jennings County. Il 16 gennaio 2018, Langford è stato annunciato come McDonald's All-American per partecipare alla partita del 2018, dove ha gareggiato e vinto la competizione Legends and Stars Shootout. Langford ha concluso la sua carriera al liceo al quarto posto nella classifica dei punteggi di tutti i tempi dello stato dell'Indiana con 3.002 punti. Il penultimo premio della sua carriera al liceo, Langford è stato incoronato Indiana Mr. Basketball del 2018 alla cerimonia annuale degli IndyStar Sports Awards. Inoltre, è stato anche nominato Atleta maschile dell'anno (Boys Athlete of the Year).

### College
Langford, che era la guardia tiratrice numero 1 di ESPN nella classe del 2018 e il giocatore dell'anno Gatorade dell'Indiana, ha giocato una stagione universitaria nel suo stato d'origine all'Università dell'Indiana. Langford si è rotto un legamento del pollice a fine novembre all'IU, ma ha continuato a giocare nonostante l'infortunio. Langford è stato nominato matricola della settimana della Big Ten quattro volte. Ha avuto una media di 16,5 punti a partita, la più alta tra le matricole della Big Ten e la terza più alta di sempre tra le matricole dell'Università dell'Indiana, dietro Eric Gordon e Mike Woodson.
Dopo la stagione, Langford si è dichiarato per il draft NBA del 2019.

### NBA

#### Boston Celtics / Mains Red Claws (2019-2022)
Langford è stato selezionato con la 14ª scelta assoluta dai Boston Celtics nel draft NBA del 2019. L'11 luglio 2019, Langford ha firmato il suo contratto da rookie con i Celtics. Langford è stato assegnato ai Maine Red Claws per l'inizio della stagione NBA G League, slogandosi la caviglia in una partita contro i Fort Wayne Mad Ants il 15 novembre. Il 22 settembre 2020, i Celtics hanno annunciato che Langford si era sottoposto a un intervento chirurgico per riparare il legamento scafo-lunato del polso destro e che avrebbe perso il resto della stagione NBA 2019-2020.
Dopo la sua stagione da rookie costellata di infortuni, Langford ha fatto il suo debutto da secondo anno il 4 aprile 2021 contro gli Charlotte Hornets. Ha continuato a essere un giocatore di rotazione semi-costante per il resto della stagione e ha mostrato segnali intriganti di potenziale futuro nelle 18 partite di stagione regolare che ha giocato. Mentre gli infortuni continuavano a tormentare i Celtics nei playoff NBA del 2021, Langford ha assunto un ruolo più importante. In quattro delle cinque partite dei playoff per Boston, ha avuto una media di oltre 27 minuti a partita. Con le assenze di Jaylen Brown, Kemba Walker e Robert Williams, l'opportunità di playoff ampliata di Langford ha mostrato sprazzi di progressione individuale, in particolare nella partita 5 contro i Brooklyn Nets dove ha segnato 17 punti, il massimo della sua carriera nei playoff, insieme a due palle rubate e due stoppate.
Langford ha giocato per i Celtics nella NBA Summer League del 2021. Il 31 dicembre 2021, ha segnato 16 punti, il massimo della stagione, insieme a tre rimbalzi e due palle rubate, in una vittoria per 123-108 sui Phoenix Suns.

#### San Antonio Spurs (2022–2023)
Il 10 febbraio 2022 Langford, in una trade, è stato ceduto insieme a Josh Richardson ai San Antonio Spurs in cambio di Derrick White. Langford ha fatto il suo debutto con gli Spurs il 7 marzo, segnando sette punti nella vittoria per 117-110 sui Los Angeles Lakers.
Il 29 dicembre 2022, Langford ha segnato 23 punti, il massimo della sua carriera, insieme a tre rimbalzi, due assist e due palle rubate, nella vittoria per 122-115 sui New York Knicks.

#### Salt Lake City Stars (2024)
Il 30 agosto 2023, Langford ha firmato con gli Utah Jazz, ma è stato ceduto il 17 ottobre. Il 30 ottobre, si è unito alla squadra affiliata dei Salt Lake City Stars.

### Pro A

#### BCM Gravelines-Dunkerque (2024)
Il 29 ottobre 2024, Langford ha firmato un contratto di 6 settimane con il club francese BCM Gravelines-Dunkerque militante nella LNB Pro A.

## Statistiche

### NCAA
| Anno      | Squadra          | PG | PT | MP   | TC%  | 3P%  | TL%  | RP  | AP  | PRP | SP  | PP   |
| --------- | ---------------- | -- | -- | ---- | ---- | ---- | ---- | --- | --- | --- | --- | ---- |
| 2018-2019 | Indiana Hoosiers | 32 | 32 | 34,1 | 44,8 | 27,2 | 72,2 | 5,4 | 2,3 | 0,8 | 0,8 | 16,5 |

#### Massimi in carriera
- Massimo di punti: 28 (2 volte)[27]
- Massimo di rimbalzi: 11 vs Central Arkansas (19 dicembre 2018)
- Massimo di assist: 5 (3 volte)
- Massimo di palle rubate: 3 (3 volte)
- Massimo di stoppate: 2 (7 volte)
- Massimo di minuti giocati: 45 vs Wisconsin (26 febbraio 2019)

### NBA

#### Regular season
| Anno      | Squadra           | PG  | PT | MP   | TC%  | 3P%  | TL%  | RP  | AP  | PRP | SP  | PP  |
| --------- | ----------------- | --- | -- | ---- | ---- | ---- | ---- | --- | --- | --- | --- | --- |
| 2019-2020 | Boston Celtics    | 32  | 2  | 11,6 | 35,0 | 18,5 | 72,0 | 1,3 | 0,4 | 0,3 | 0,3 | 2,5 |
| 2020-2021 | Boston Celtics    | 18  | 4  | 15,7 | 35,6 | 27,8 | 75,0 | 1,9 | 0,7 | 0,3 | 0,3 | 3,1 |
| 2021-2022 | Boston Celtics    | 44  | 5  | 16,6 | 42,9 | 34,9 | 58,8 | 2,4 | 0,4 | 0,5 | 0,4 | 4,7 |
| 2021-2022 | San Antonio Spurs | 4   | 0  | 10,6 | 57,1 | 0,0  | 37,5 | 1,0 | 0,5 | 0,3 | 0,0 | 2,8 |
| 2022-2023 | San Antonio Spurs | 43  | 21 | 19,6 | 46,7 | 26,2 | 69,6 | 2,7 | 1,2 | 0,6 | 0,3 | 6,9 |
| Carriera  | Carriera          | 141 | 32 | 16,1 | 43,0 | 28,8 | 65,9 | 2,1 | 0,7 | 0,4 | 0,3 | 4,6 |

#### Play-off
| Anno     | Squadra        | PG | PT | MP   | TC%  | 3P%  | TL%  | RP  | AP  | PRP | SP  | PP  |
| -------- | -------------- | -- | -- | ---- | ---- | ---- | ---- | --- | --- | --- | --- | --- |
| 2020     | Boston Celtics | 7  | 0  | 6,6  | 40,0 | 50,0 | 50,0 | 0,4 | 0,3 | 0,1 | 0,0 | 1,4 |
| 2021     | Boston Celtics | 4  | 2  | 27,3 | 40,6 | 35,3 | 100  | 2,5 | 1,3 | 0,8 | 0,5 | 9,0 |
| Carriera | Carriera       | 11 | 2  | 14,1 | 40,5 | 36,8 | 83,3 | 1,2 | 0,6 | 0,4 | 0,2 | 4,2 |

#### Massimi in carriera
- Massimo di punti: 23 vs New York Knicks (29 dicembre 2022)[28]
- Massimo di rimbalzi: 9 vs Cleveland Cavaliers (22 dicembre 2021)
- Massimo di assist: 5 (2 volte)
- Massimo di palle rubate: 4 vs Minnesota Timberwolves (27 dicembre 2021)
- Massimo di stoppate: 3 (2 volte)
- Massimo di minuti giocati: 38 vs Brooklyn Nets (1º giugno 2021)

## Palmarès
- McDonald's All-American Game (2018)